# 13 de febrer
El 13 de febrer és el quaranta-quatrè dia de l'any del calendari gregorià. Queden 321 dies per a finalitzar l'any i 322 en els anys de traspàs.

## Esdeveniments
Països Catalans
- 1352, Bòsfor: La flota catalana derrota els genovesos en la batalla del Bòsfor.
- 1976, Sabadell: Manifestació multitudinària i familiar on la policia va carregar i nens van resultar ferits. La ciutat es va paralitzar i els obrers es van proclamar amos de la ciutat.[1]
- 2006, Barcelona: Comença el congrés mundial de telefonia mòbil 3GSM, que se celebra per primer cop a la ciutat.

Resta del món
- 1668: Tractat de Lisboa mitjançant el que Espanya reconeix la independència del Regne de Portugal, posant punt final a la unió formal d'ambdós països des del 1580 i a la guerra encetada l'any 1640.
- 1917, París, França: El servei d'espionatge francès deté Mata-Hari en un hotel de la ciutat.
- 1934, Madrid, Espanya: Falange Española i les Juntas de Ofensiva Nacional Sindicalista es fusionen en la FE de las JONS.

## Naixements
Països Catalans
- 1845, Tortosa, Baix Ebre: Carlota de Mena i Zamora, actriu catalana de la segona meitat del segle xix (m. 1902).[2]
- 1894, Castelló de la Plana: Àngel Sánchez Gozalbo, escriptor valencià (m. 1987).
- 1908, Castelló de la Plana: Lluís Sales Boli, pintor, folklorista i escriptor valencià (m. 1981).
- 1934, Barcelona: Josep Maria Carandell i Robusté, escriptor català (m. 2003).
- 1946, Barcelona: Pilar Bayer i Isant, matemàtica catalana.[3]
- 1949, València: Anna Lluch, científica i investigadora en oncologia, una de les especialistes en càncer de mama més rellevants de l'estat.[4]
- 1971, Barcelona: Begonya Via-Dufresne, regatista catalana.[5]
- 1973, Badalona: Miguel Poveda, cantaor de flamenc.
- 1980, Barcelona: Miquel Fernández, actor i cantant català.

Resta del món
- 1740, París: Sophie Arnould, soprano dramàtica francesa, la més famosa de la seva època (m. 1802).[6]
- 1805, Düren: Johann Peter Gustav Lejeune Dirichlet, matemàtic (m. 1859).
- 1855, Schaerbeek, Brussel·les, Bèlgica: Paul Deschanel, advocat, President de la República Francesa (m. 1922).
- 1859, Hèlsinki: Ida Moberg, compositora i directora d'orquestra finlandesa (m. 1947).[7]
- 1872, Cork (Irlanda): Kate Price, actriu irlandesa de vodevil i cinema mut, també guionista (m. 1943).[8]
- 1879, Hyderabad: Sarojini Naidu, activista per la independència de l'Índia i poeta (m.1949)[9]
- 1881, Londres: Eleanor Farjeon, escriptora anglesa (m. 1965).[10]
- 1888, Patres, Grècia: Georgios Papandreu, economista i polític grec.
- 1889, 
  - San Javier, Santa Fe, Argentina: Alcides Greca, escriptor, cineasta, jurista, professor, activista indigenista i polític argentí.
  - Budapest (Hongria): Leontine Sagan, actriu i directora austríaca (m. 1974).[11]
- 1903, Lieja, Bèlgica: Georges Simenon, escriptor.[12]
- 1909, Vilafranca do Bierzo: Blanca Negri, artista de varietats i actriu (m. 1988).[13]
- 1910, Londres, Anglaterra: William Shockley, físic nord-americà, Premi Nobel de Física de 1956 (m. 1989).
- 1912, Milà: Antonia Pozzi, poeta italiana (m. 1938).[14]
- 1920, Willimantic, Connecticut, (EUA): Eileen Farrell, cantant d'òpera estatunidenca (m. 2002).[15]
- 1921, 
  - Perpinyà (Pirineus Orientals): Renée Doria, soprano de coloratura francesa.[16]
  - Montpeller: Jeanne Demessieux, organista, pianista, compositora i pedagoga francesa (m. 1968).[17]
- 1923, Myra, Virgínia de l'Oest, (EUA): Charles Elwood "Chuck" Yeager, as de l'aviació i primera persona a trencar la barrera del so.
- 1930, Viena, Àustria: Ernst Fuchs, pintor i escultor austríac.
- 1933, Chicago, Illinois (EUA): Kim Novak, actriu estatunidenca, una de les estrelles del cinema més populars en la dècada del 1950.[18]
- 1938, Chicago: Johanna Meier, soprano estatunidenca associada al repertori de Wagner i Strauss.[19]
- 1939, Berlín, Alemanya: Beate Klarsfeld, periodista francoalemanya dedicada a la cacera de criminals nazis.[20]
- 1942, Yan'an, Shaanxi (Xina): Ling Li (xinès simplificat: 凌力; pinyin: Líng Lì) escriptora, cineasta i historiadora xinesa, guanyadora del Premi Mao Dun de Literatura de l'any 1991 (m. 2018).[21]
- 1945, Hereford (Anglaterra): Marian Dawkins, biòloga, catedràtica en comportament animal.[22]
- 1950, Chobham, Surrey (Anglaterra): Peter Gabriel, compositor, músic i activista anglès, membre de Genesis, que també va triomfar en la seva carrera en solitari.
- 1954, Tànger: Bibiana Fernández, actriu de cinema, cantant i presentadora de televisió espanyola.
- 1958, Estocolm: Pernilla August, actriu de teatre, cinema i directora de curtmetratges sueca.[23]
- 1960, Bolonya: Pierluigi Collina, exàrbitre de futbol italià.
- 1966, Canadà: Jeff Waters, guitarrista.
- 1969, Prairie Village, Kansas: Joyce DiDonato, mezzosoprano de coloratura estatunidenca especialitzada en Mozart, Händel i Rossini.[24]
- 1970, Palmerston North: Metiria Turei, política neozelandesa.[25]
- 1971, Santiago de Compostel·la: Carolina Bescansa, sociòloga i politòloga espanyola.[26]
- 1974, Stoke-on-Trent, Anglaterra: Robbie Williams, cantant.
- 1976, Canadà: Dave Padden, cantant i guitarrista.
- 1979, Zamora, Estat de Michoacán, Mèxic: Rafael Márquez, futbolista del Futbol Club Barcelona.
- 1988, Madrid: Irene María Montero Gil, política i psicòloga espanyola.[27]

## Necrològiques
Països Catalans
- 1468 - Tarragona: Joana Enríquez i Fernández de Córdoba, reina de Navarra i de Catalunya-Aragó (n. 1425).[28]
- 1828 - 12 de juliol, Barcelona: Francesc Salvà i Campillo, metge, físic i meteoròleg català.
- 1955 - Barcelona: Carmen Tórtola Valencia, ballarina i coreògrafa (n. 1882).[29]
- 1999 - Vilafranca del Penedès (l'Alt Penedès): Carles Sabater, cantant de Sau i actor.
- 2000 - Barcelona: Rosa Barba Casanovas, arquitecta, paisatgista i professora barcelonina (n. 1948).[30]
- 2009 - Sabadell: Antoni Farrés i Sabater, advocat i polític català, alcalde de Sabadell del 1979 al 1999.
- 2011 - Sant Sebastià, País Basc: Roser Llop Florí, jugadora de basquetbol catalana (n. 1961).[31]

Resta del món
- 1539 - Màntua: Isabel d'Este, princesa del ducat de Ferrara i Mòdena i mecenes del Renaixement (n. 1474).[32]
- 1542 - Torre de Londres: Caterina Howard, reina consort d'Anglaterra, cinquena esposa d'Enric VIII d'Anglaterra (n. ca 1523).[33]
- 1837 - Madrid: Mariano José de Larra, escriptor i periodista espanyol (n. 1809).
- 1883 - Venècia (el Vèneto, Itàlia): Richard Wagner, músic alemany, autor d'òperes (n. 1813).[34]
- 1934 - Pau, Pirineus Atlàntics: Ellen Ridgway, jugadora de golf i filantropa estatunidenca (n. 1866).[35]
- 1935 - San Gervasio Brescianoː Vernon Lee, escriptora britànica d'assaig, novel·la, contes de fantasmes, viatges i poesia (n. 1856).[36]
- 1947 - Sussex: Beatrice Tomasson, alpinista anglesa a les Dolomites (n. 1859).[37]
- 1966 - París, Illa de França: Marguerite Long, pianista francesa (n.1874).[38]
- 1968 - Roma (Itàlia): Ildebrando Pizzetti, compositor, director d'orquestra i professor de música italià (n. 1880).
- 1976 - Dallas, EUA: Lily Pons, soprano de coloratura francesa, nacionalitzada estatunidenca (n. 1898).[39]
- 1996 - Roma, Itàlia: Martin Balsam, actor estatunidenc de teatre, cinema i televisió.
- 2005 - Coïmbra: Lúcia de Jesus dos Santos, una dels tres vidents de Fàtima, monja carmelita descalça (n. 1907).[40]
- 2006 - Pequín (Xina): Wang Xuan, científic i empresari xinès (n. 1936).[41]
- 2007 - Perth, Austràlia: Elizabeth Jolley, novel·lista anglesa que visqué a Austràlia Occidental des dels anys 1950 (n. 1923).[42]
- 2018 - Hesselager, Dinamarca: Nini Arlette Theilade, ballarina de ballet i coreògrafa danesa (n. 1915).
- 2019 - Romaː Marisa Solinas, actriu i cantant italiana (n. 1941).[43]

## Festes i commemoracions
Santoral
Església Catòlica
- Sants al Martirologi romà (2011): 
  -     - Benigne de Todi, prevere i màrtir (segle iv);
    - Martinià d'Atenes, eremita (398);
    - Càstor de Karden, prevere (400);
    - Esteve de Lió, bisbe (ca. 515):
    - Esteve de Rieti, abat (s. VI);
    - Gosbert d'Osnabrück, bisbe (874);
    - Gimer de Carcassona, bisbe (931);
    - Fulcrà de Lodeva, bisbe (1006);
    - Gilbert de Meaux, bisbe (1009);
    - Pau Liu Hanzuo, prevere màrtir (1818);
    - Pau Le-Van-Loc, prevere màrtir (1859).
    - Beat Jordà de Saxònia, prevere dominicà (1237);
    - Beata Cristina de Spoleto, verge agustina (1458);
    - Beata Lucrezia Bellini, monja benedictina a Pàdua (1469).
- Sants: Àgab, un dels Setanta deixebles (s. I); 
  -     - Fosca i Maura de Ravenna, màrtirs (250);
    - Polieucte de Melitene, màrtir (255);
    - Juliana d'Ivrea, laica;
    - Leoni, prevere i deixeble d'Hilari de Poitiers (ca. 368);
    - Domní de Digne (ca. 370);
    - Geronci i Sever de Tarbes, màrtirs (s. V);
    - Passivus de Sees, bisbe (549);
    - Modomnoc O'Neil d'Ossory, bisbe (ca. 550);
    - Leubaci de Sennevières (s. VI);
    - Licini d'Anjou, eremita i bisbe d'Angers (ca. 618);
    - Gilberta de Jouarre, abadessa (ca. 660);
    - Dyfnog (s. VII);
    - Huna d'Ely, monjo i prevere (ca. 690);
    - Aimoni i Veremon de Meda, monjos (ca. 790);
    - translació de les relíquies d'Edmund el Màrtir;
    - Pere I de Vercelli, bisbe (997).
- Beats:
  - Ekkehard d'Oldenburg, bisbe (1026);
  - Angelo Tancredi de Rieti, franciscà (ca. 1250);
  - Irmengilda de Pfullingen, monja (1251);
  - Beatriu d'Ornacieux, monja (1309);
  - Joan Lantrua, monjo màrtir a la Xina (1816).
- Venerables: 
  -     - Hermenegilda de Kent, abadessa (700);
    - Gisela de Veltheim (1277);
    - Lúcia de Jesus dos Santos, visionària de Fàtima (2005).
    - A l'Orde del Cister i al bisbat d'Osnabrück: sant Adolf d'Osnabrück, bisbe (1224);
    - a Osnabrück: Wiho d'Osnabrück (804).
    - A l'Orde de la Mercè: beat Berenguer d'Assís.

Església Copta (6 Meixir)
- : Cir el Pobre, Joan el Pobre, Atanàsia, Teodòsi, Teoctista i Eudòxia, màrtirs (340); Climent I, papa de Roma, màrtir i pare apostòlic..

Església Apostòlica Armènia (24. Arac)
- Ananies, prevere màrtir, i els seus companys, màrtirs sota Dioclecià
- Cir el Pobre i Joan el Pobre, màrtirs (340);
- Sergi i el seu fill, màrtirs sota Sapor.

Església Ortodoxa (segons el calendari julià)
- Se celebren els corresponents al 26 de febrer del calendari gregorià.

Església Ortodoxa (segons el calendari gregorià)
Corresponen als sants del 31 de gener del calendari julià.
- Santa Marcel·la de Roma, màrtir;
- Trifena de Cízic, màrtir (s. I);
- Victorí, Víctor, Nicèfor, Claudi, Diòdor, Serapió i Pàpies d'Egipte, màrtirs (251);
- Cir el Pobre, Joan el Pobre, Atanàsia, Teodosi, Teoctista i Eudòxia, màrtirs (340);
- Atanasi de Metoneia, bisbe (segle ix); Nikita de Petxersk, bisbe de Novgorod (1109);
- Pacomi de Keno, abat (1525); Codrat de Karakallou de l'Atos, monjo;
- Elies d'Ardenísia, monjo atonita màrtir (1686);
- Arseni de Paros (1877);
- Sinaxi dels Màrtirs i Confessors de Rússia.

Església Ortodoxa de Geòrgia
- Tamara de Geòrgia, reina (1213).

Esglésies luteranes
- Àquila, Prisca i Apol·lo de Roma, màrtirs (60) (Lutheran Church Missouri Synod);
- Christian Friedrich Schwartz, missioner (1798) (Església Evangèlica d'Alemanya)